# Advanced Vector Extensions
AVX (Advanced Vector Extensions) – rozszerzenie listy rozkazów SSE opublikowane w marcu 2008 przez Intel. Jako pierwszy procesor zawierający ten zestaw instrukcji miał się pojawić w pierwszym kwartale 2011 roku i być oparty na architekturze Sandy Bridge tej firmy. AMD zapowiadał wprowadzenie procesora z AVX na trzeci kwartał 2011 roku – miałby być to układ o architekturze Bulldozer.
Rozszerzenia:
1. W AVX wprowadzono 256-bitowe rejestry – 2 razy większe niż wykorzystywane dotychczas w SSE. Nowych rejestrów jest 16 i w asemblerze noszą nazwy YMM0...YMM15. W dalszych wersjach AVX mogą pojawić się jeszcze większe rejestry, 512-, a nawet 1024-bitowe.
2. Dodano kilka rozkazów działających wyłącznie na rejestrach YMM (19 rozkazów).
3. Dodane czteroargumentowe rozkazy akumulujące wyniki mnożenia wektorów liczb zmiennoprzecinkowych, to znaczy wykonujące obliczenia według schematu {\displaystyle w=\pm z+(\pm x\cdot y)} (12 rozkazów).
4. Dodane specjalizowane instrukcje wspomagające szyfrowanie AES (6 rozkazów).
5. Część rozkazów SSE, głównie tych działających na wektorach liczb zmiennoprzecinkowych, może wykonywać działania na rejestrach YMM (88 rozkazów).
6. Rozszerzone kodowanie rozkazów, dzięki któremu możliwe stało się wykonywanie niektórych instrukcji SSE w wariancie trójargumentowym lub czteroargumentowym. Dotychczas wszystkie rozkazy były dwuargumentowe, z czego jeden był docelowy (nadpisywany) i często zachodziła konieczność jego zapisania/przepisania do innego rejestru lub pamięci, jeśli musiał zostać wykorzystany w dalszej części obliczeń – w wariancie trójargumentowym można wprost wskazać docelowy rejestr (rozwiązanie zapożyczone z architektury RISC) (166 rozkazów).

## Rejestry
Mikroprocesor pracujący w trybie 32-bitowym ma dostęp do pierwszych 8 rejestrów (0..7), w trybie 64-bitowym do wszystkich. Istniejące rejestry SSE (XMM0...XMM7) zostały zamapowane na młodsze 128 bitów rejestrów YMM0...YMM7.

## Typy danych
W związku z dwukrotnym poszerzeniem rejestru pojawiły się nowe typy wektorowe tylko dla liczb zmiennoprzecinkowych:
- 8 × 32 bity – wektor 8 liczb zmiennoprzecinkowych pojedynczej precyzji
- 4 × 64 bity – wektor 4 liczb zmiennoprzecinkowych podwójnej precyzji

## Mnemoniki instrukcji
Mnemoniki rozkazów AVX oraz SSE działających na 256-bitowych rejestrach rozpoczynają się literą V. Typ danych, na jakich działają, określa sufiks:
- PS, PD – wektor liczb zmiennoprzecinkowych,
- SS, SD – skalar (pierwszy element wektora), czyli liczba zmiennoprzecinkowa odpowiednio pojedynczej i podwójnej precyzji

Mnemoniki rozkazów akumulujących wyniki mnożenia rozpoczynają się od VFM lub VFNM, natomiast mnemoniki rozkazów wspomagających szyfrowanie od AES.

## Rozkazy AVX
Instrukcje AVX działają na rejestrach YMM, niektóre również na XMM.

### Nowe rozkazy
| Instrukcja                               | Działanie |
| ---------------------------------------- | --- |
| VBROADCASTSS VBROADCASTSD VBROADCASTF128 | powielenie liczby 32-, 64- lub 128-bitowej pobranej z pamięci w rejestrze XMM lub YMM |
| VEXTRACTF128                             | przepisanie starszych lub młodszych 128 bitów z rejestru YMM do pamięci lub rejestru XMM (zerując starsze 128 bitów stowarzyszonego z nim rejestru YMM)                                                   |
| VINSERTF128                              | wpisanie 128 bitów z rejestru XMM lub pamięci do starszej lub młodszej połówki źródłowego rejestru YMM i przepisanie tak utworzonego wektora docelowego YMM                                               |
| VMASKMOVPS VMASKMOV                      | przesłanie wybranych elementów z do pamięci (przesłania 128 lub 256-bitowe) |
| VPERMILPD VPERMILPS                      | dowolna permutacja elementów wektora |
| VPERMIL2PD VPERMIL2PS VPERM2F128         | dowolna permutacja elementów z dwóch wektorów; dodatkowo można wskazać które elementy wektora wynikowego mają zostać wyzerowane                                                                           |
| PCLMULQDQ                                | ang. carry-less-multiplication – mnożenie liczb binarnych 64-bitowych, w którym przy dodawaniu nie uwzględnia się przeniesień (kolejne bity wyniku to efekt wykonania pewnej liczby różnic symetrycznych) |
| VPTESTPS VPTESTPD                        | rozkazy podobne do VPTEST (PTEST, patrz opis SSE4), przy czym działania bitowe nie są przeprowadzane na całych rejestrach, lecz na bitach znaków liczb zmiennoprzecinkowych                               |
| VZEROALL                                 | w trybie 64-bitowym wyzerowanie wszystkich rejestrów YMM, w trybie 32-bitowym – YMM0..YMM7 |
| VZEROUPPER                               | w trybie 64-bitowym wyzerowanie bitów 128..255 we wszystkich rejestrach YMM, w trybie 32-bitowym – w rejestrach YMM0..YMM7                                                                                |
| VLDMXCSR VSTMXCSR                        | załadowanie/zapis zawartości rejestru kontrolnego z/do pamięci |

### Akumulujące wyniki mnożenia (FMA)
Liczba rozkazów należących do tej grupy wynosi 12. Wszystkie są czteroargumentowe VFMxxxxx w, x, y, z i wykonują działanie według schematu {\displaystyle w=\pm z+(\pm x\cdot y).}
Instrukcje skalarne, czyli działające na pierwszym elemencie wektora (sufiks SD lub SS), zachowują się inaczej niż instrukcje skalarne SSE: wpisują wartość zero na pozostałe pozycje wektora wynikowego, podczas gdy w SSE przepisywane są elementy jednego z argumentów.
Lista rozkazów FMA:
| Instrukcja                              | Działanie |
| --------------------------------------- | --- |
| VFMADDPD VFMADDPS VFMADDSD VFMADDSS     | {\displaystyle w_{i}=(x_{i}\cdot y_{i})+z_{i},} {\displaystyle i=0\ldots 7} lub {\displaystyle i=0\ldots 15}                                             |
| VFMSUBPD VFMSUBPS VFMSUBSD VFMSUBSS     | {\displaystyle w_{i}=(x_{i}\cdot y_{i})-z_{i}} |
| VFNMADDPD VFNMADDPS VFNMADDSD VFNMADDSS | {\displaystyle w_{i}=-(x_{i}\cdot y_{i})+z_{i}} |
| VFNMSUBPD VFNMSUBPS VFNMSUBSD VFNMSUBSS | {\displaystyle w_{i}=-(x_{i}\cdot y_{i})-z_{i}} |
| VFMADDSUBPD VFMADDSUBPS                 | {\displaystyle w_{i}=(x_{i}\cdot y_{i})\pm z_{i},} przy czym dla {\displaystyle i} parzystego wykonywane jest dodawanie, dla nieparzystego – odejmowanie |
| VFMSUBADDPD VFMSUBADDPS                 | {\displaystyle w_{i}=(x_{i}\cdot y_{i})\mp z_{i},} przy czym dla {\displaystyle i} nieparzystego wykonywane jest dodawanie, dla parzystego – odejmowanie |

### Wspomagające szyfrowanie algorytmem AES
- AESDEC, AESDECLAST – deszyfrowanie
- AESENC, AESENCLAST – szyfrowanie
- AESIMC
- AESKEYGENASSIST

## Rozszerzone rozkazy SSE
AVX rozszerza możliwości instrukcji SSE na dwa sposoby:
- umożliwia przeprowadzanie obliczeń na dwa razy szerszych rejestrach YMM
- rozszerza liczbę argumentów z dwóch na trzy lub trzech na cztery

### Rozkazy SSE mogące dodatkowo działać na rejestrach YMM
| Instrukcja                                | Działanie |
| ----------------------------------------- | --- |
| VCVTDQ2PD VCVTDQ2PS                       | konwersja 32-bitowych liczb całkowitych na zmiennoprzecinkowe                                                                 |
| VCVTPD2DQ VCVTTPD2DQ VCVTPS2DQ VCVTTPS2DQ | konwersja liczb zmiennoprzecinkowych podwójnej/pojedynczej precyzji na 32-bitowe liczby całkowite                             |
| VCVTPD2PS                                 | konwersja liczb zmiennoprzecinkowych podwójnej precyzji na liczby pojedynczej precyzji                                        |
| VCVTPS2PD                                 | konwersja liczb zmiennoprzecinkowych pojedynczej precyzji na liczby podwójnej precyzji                                        |
| VLDDQU VMOVDQU VMOVUPD VMOVUPS            | załadowanie 256 bitów z pamięci (adresy pamięci dowolne)                                                                      |
| VMOVPAD VMOVAPS VMOVDQA                   | załadowanie 256 bitów z pamięci (adresy pamięci wyrównane do granicy 256 bitów)                                               |
| VMOVDDUP                                  | powielenie elementów |
| VMOVMSKPD                                 | utworzenie 4-bitowej maski bitowej z najstarszych bitów wektora liczb zmiennoprzecinkowych podwójnej precyzji (4 × 64 bity)   |
| VMOVMSKPS                                 | utworzenie 8-bitowej maski bitowej z najstarszych bitów wektora liczb zmiennoprzecinkowych pojedynczej precyzji (8 × 32 bity) |
| VMOVSHDUP VMOVSLDUP                       | powielenie elementów o nieparzystych/parzystych indeksach w wektorze liczb 32-bitowych                                        |
| VPTEST                                    | |
| VRCPPS                                    | aproksymacja odwrotności |
| VRSQRTPS                                  | aproksymacja odwrotności pierwiastka                                                                                          |
| VROUNDPD VROUNDPS                         | zaokrąglanie |
| VSHUFPD VSHUFPS                           | utworzenie wektora z elementów dwóch innych wekorów                                                                           |
| VSQRTPD VSQRTPS                           | pierwiastek |
| VUNPCKHPD VUNPCKHPS VUNPCKLPD VUNPCKLPS   | |

### Trójargumentowe instrukcje SSE mogące działać na rejestrach XMM oraz YMM
| Instrukcja                  | Działanie |
| --------------------------- | --- |
| VADDPD VADDPS               | dodawanie |
| VSUBPD VSUBPS               | odejmowanie |
| VMULPD VMULPS VMULSD VMULSS | mnożenie |
| VDIVPD VDIVPS VDIVSD VDIVSS | dzielenie |
| VSUBADDPD VSUBADDPS         | naprzemienne dodawanie i odejmowanie                                                                                 |
| VHADDPD VHADDPS             | dodawanie sąsiednich elementów                                                                                       |
| VHSUBPD VHSUBPS             | odejmowanie sąsiednich elementów                                                                                     |
| VMAXPD VMAXPS VMINPD VMINPS | wybranie maksymalnych/minimalnych wartości z dwóch wektorów                                                          |
| VANDPD VANDPS               | iloczyn bitowy |
| VANDNPD VANDNPS             | iloczyn bitowy z jednym z argumentów zanegowanym                                                                     |
| VORPD VORPS                 | suma bitowa |
| VXORPD VXORPS               | różnica symetryczna                                                                                                  |
| VCMPPD VCMPPS VCMPSD VCMPSS | porównania (rozszerzono także z 8 do 32 liczbę relacji, które można sprawdzić)                                       |
| VCVTSD2SS                   | konwersja liczby zmiennoprzecinkowej podwójnej precyzji na pojedynczej precyzji                                      |
| VCVTSS2SD                   | konwersja liczby zmiennoprzecinkowej pojedynczej precyzji na podwójnej precyzji                                      |
| VMOVSD VMOVSS               | wpisanie pojedynczej liczby zmiennoprzecinkowej podwójnej/pojedynczej precyzji                                       |
| VRCPSS                      | aproksymacja odwrotności                                                                                             |
| VRSQRTSS                    | aproksymacja odwrotności pierwiastka                                                                                 |
| VROUNDSD VROUNDSS           | zaokrąglanie |
| VSQRTSD VSQRTSS             | pierwiastek |
| VPACKSSDW VPACKSSWB         | konwersja liczb całkowitych 32-bitowych na 16-bitowe/16-bitowych na 8-bitowe; wyniki są nasycane                     |
| VPACKUSDW VPACKUSWB         | konwersja liczb całkowitych 32-bitowych na 16-bitowe bez znaku/16-bitowych na 8-bitowe bez znaku; wyniki są nasycane |

### Trójargumentowe instrukcje SSE mogące działać wyłącznie na rejestrach XMM
Rozkazy działające na wektorach liczb zmiennoprzecinkowych:
| Instrukcja                  | Działanie |
| --------------------------- | --- |
| VADDSD VADDSS               | dodawanie skalarne |
| VSUBSD VSUBSS               | odejmowanie skalarne |
| VMAXSD VMAXSS VMINSD VMINSS | wybranie maksymalnych/minimalnych wartości z dwóch skalarów |
| VMOVHLPS                    | przepisanie starszych 64 bitów (64..127) rejestru XMM na najmłodsze pozycje (0..63), wyzerowanie starszych 128 bitów stowarzyszonego z nim rejestru YMM            |
| VMOVLHPS                    | przepisanie młodszych 64 bitów (0..63) rejestru XMM na najmłodsze pozycje (0..63), wyzerowanie starszych 128 bitów stowarzyszonego z nim rejestru YMM              |
| VMOVHPD VMOVHPS             | skopiowanie bitów młodszych 64 bitów (0..63) argumentu na pozycje 0..63 i 64..127 rejestru XMM, wyzerowanie starszych 128 bitów stowarzyszonego z nim rejestru YMM |
| VMOVLPD VMOVLPS             | |

Rozkazy działające na wektorach liczb całkowitych:
| Instrukcja                                                                                | Działanie |
| ----------------------------------------------------------------------------------------- | --- |
| VMPSADBW                                                                                  | wyznaczenie 8 kolejnych sum modułów różnic (dokładny opis działania w artykule SSE4)                                                           |
| VPADDB VPADDW VPADDD VPADDQ                                                               | dodawanie wektorów liczb całkowitych (8-, 16-, 32- i 64-bitowych)                                                                              |
| VPSUBB VPSUBW VPSUBD VPSUBQ                                                               | odejmowanie wektorów liczb całkowitych (8-, 16-, 32- i 64-bitowych)                                                                            |
| VPADDSB VPADDSW                                                                           | dodawanie z nasyceniem wektorów liczb całkowitych ze znakiem (8- i 16-bitowych)                                                                |
| VPSUBSB VPSUBSW                                                                           | odejmowanie z nasyceniem wektorów liczb całkowitych ze znakiem (8- i 16-bitowych)                                                              |
| VPSUBUSB VPSUBUSW                                                                         | odejmowanie z nasyceniem wektorów liczb całkowitych bez znaku (8- i 16-bitowych)                                                               |
| VPHADDW VPHADDD                                                                           | dodawanie sąsiednich elementów wektorów liczb całkowitych (16- i 32-bitowych)                                                                  |
| VPHSUBW VPHSUBD                                                                           | odejmowanie sąsiednich elementów wektorów liczb całkowitych (16- i 32-bitowych)                                                                |
| VPHADDSW                                                                                  | dodawanie z nasyceniem sąsiednich elementów wektorów 16-bitowych liczb całkowitych                                                             |
| VPHSUBSW                                                                                  | odejmowanie z nasyceniem sąsiednich elementów wektorów 16-bitowych liczb całkowitych                                                           |
| VPADDUSB VPADDUSW                                                                         | dodawanie z nasyceniem wektorów liczb całkowitych bez znaku (8- i 16-bitowych)                                                                 |
| VPALIGNR                                                                                  | połączenie dwóch wektorów 16-bajtowych w 32-bitowy i wybranie z niego zakresu 16 bajtów                                                        |
| VPAND VPOR VPXOR VPANDN                                                                   | działania bitowe: iloczyn, suma, różnica symetryczna, iloczyn z zanegowanym jednym z argumentów                                                |
| VPAVGB VPAVGW                                                                             | średnia arytmetyczna wektorów |
| VPCMPEQB VPCMPEQW VPCMPEQD VPCMPEQQ                                                       | testowanie relacji równości liczb całkowitych (8-, 16-, 32- i 64-bitowych)                                                                     |
| VPCMPGTB VPCMPGTW VPCMPGTD VPCMPGTQ                                                       | testowanie relacji większości liczb całkowitych ze znakiem (8-, 16-, 32- i 64-bitowych)                                                        |
| VPINSRB VPINSRW VPINSRD VPINSRQ                                                           | |
| VMPADDWD VMPADDUBSW                                                                       | mnożenie wektorowe, następnie dodawanie sąsiednich elementów {\displaystyle (a_{i}\cdot b_{i}+a_{i+1}\cdot b_{i+1})}                           |
| VPMAXSB VPMINSB VPMAXSW VPMINSW VPMAXSD VPMINSD                                           | wybranie maksymalnych/minimalnych liczb całkowitych ze znakiem (z wektorów 8-, 16- i 32-bitowych liczb)                                        |
| VPMAXUSB VPMINUSB VPMAXUSW VPMINUSW VPMAXUSD VPMINUSD                                     | wybranie maksymalnych/minimalnych liczb całkowitych bez znaku (z wektorów 8-, 16- i 32-bitowych liczb)                                         |
| VPMULHUW VPMULHW                                                                          | mnożenie liczb 16-bitowych ze znakiem/bez znaku, zapis starszego słowa wyniku                                                                  |
| VPMULHRSW                                                                                 | mnożenie liczb 16-bitowych ze znakiem, zapis starszego słowa wyniku po zaokrągleniu                                                            |
| VPMULLW VPMULLD                                                                           | mnożenie liczb 16-bitowych/32-bitowych ze znakiem, zapis młodszego słowa wyniku                                                                |
| VPMULDQ VPMULUDQ                                                                          | mnożenie liczb 32-bitowych ze znakiem/bez znaku, zapis pełnego 64-bitowego wyniku                                                              |
| VPSADBW                                                                                   | obliczenie odległości wektorów w metryce manhattan, tj. suma modułów różnic bajtów {\displaystyle \left(\sum _{i=0}^{n}\|a_{i}-b_{i}\|\right)} |
| VPSHUFB VPHSHUFD VPHSHUFHW VPHSUFLW                                                       | permutacje wektorów |
| VPSIGNB VPSIGNW VPSIGND                                                                   | |
| VPSQLLDQ VPSRLDQ VPSLLW VPSLLD VPSLLQ VPSRAW VPSRAD VPSRLW VPSRLD VPSRLQ                  | przesunięcie bitowe |
| VPUNPCKLBW VPUNPCKLWD VPUNPCKLDQ VPUNPCKLQDQ VPUNPCKHBW VPUNPCKHWD VPUNPCKHDQ VPUNPCKHQDQ | naprzemienne kopiowanie elementów z dwóch wektorów                                                                                             |

### Czteroargumentowe instrukcje SSE mogące działać na rejestrach XMM oraz YMM
| Instrukcja                            | Działanie                               |
| ------------------------------------- | --------------------------------------- |
| VBLENDPD VBLENDPS VBLENDVPD VBLENDVPS | przepisanie wybranych elementów wektora |
| VDPPS                                 | wyznaczenie iloczynu skalarnego         |
| VPBLENDVB                             | przepisanie wybranych bajtów wektora    |
| VPBLENDW                              | przepisanie wybranych słów wektora      |

### Czteroargumentowe instrukcje SSE mogące działać tylko na rejestrach XMM
| Instrukcja | Działanie                          |
| ---------- | ---------------------------------- |
| VDPPD      | wyznaczenie iloczynu skalarnego    |
| VINSERTPS  | wstawienie elementu do wektora XMM |

### Rozkazy konwersji
Wersje SSE działają na 32-bitowych liczbach całkowitych, AVX – 64-bitowych.
| Instrukcja           | Działanie                                                                                |
| -------------------- | ---------------------------------------------------------------------------------------- |
| VCVTSD2SI VCVTTSD2SI | konwersja liczby zmiennoprzecinkowej podwójnej precyzji na 64-bitową liczbę całkowitą    |
| VCVTSI2SD            | konwersja 64-bitowej liczby całkowitej na liczbę zmiennoprzecinkową podwójnej precyzji   |
| VCVTSS2SI VCTTSS2SI  | konwersja liczby zmiennoprzecinkowej pojedynczej precyzji na 64-bitową liczbę całkowitą  |
| VCVTSI2SS            | konwersja 64-bitowej liczby całkowitej na liczbę zmiennoprzecinkową pojedynczej precyzji |